# Heinz Steinschulte
Heinz Steinschulte (* 28. April 1909 in Demmin; † unbekannt) war ein deutscher Basketballspieler.

## Werdegang
Heinz Steinschulte war Teil der deutschen Nationalmannschaft, die beim ersten olympischen Basketballturnier bei den Olympischen Sommerspielen 1936 in Berlin den 15. Platz belegte. 1939 gewann er mit dem LSV Spandau die erste deutsche Basketballmeisterschaft.